# 2009년 인공위성 충돌 사고
2009년 인공위성 충돌 사고는 2009년 2월 10일 현역 상업위성인 이리듐 33과 퇴역한 러시아 군사위성인 코스모스 2251이 시베리아 타이미르반도 상공 고도 약 789 km 지점에서 11.7 km/s의 속도로 두 인공위성이 충돌한 사고이다. 이전까지는 인공위성과 우주 쓰레기 간 충돌만 있었으나, 두 개의 인공위성이 서로 초고속으로 충돌한 역사상 최초의 사고이다.

## 우주선
코스모스 2251은 러시아 우주군이 소유한 950 kg의 러시아 스트렐라 군용 통신위성이다. 코스모스 2251은 1993년 6월 16일 코스모스-3M 수송로켓에 실려 발사되었다. 이 위성은 1995년 임무를 종료하고 퇴역하여 충돌 전까지 궤도를 도는 우주 쓰레기가 되어 있었다. 이리듐 33은 560 kg의 미국제 상업위성인 이리듐 위성 중 하나로 1997년 9월 14일 러시아의 프로톤 로켓에 실려 발사되었다.

## 충돌

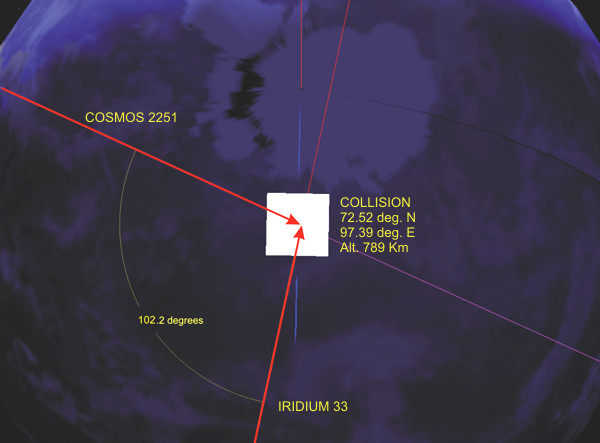
두 인공위성의 충돌 당시 상황의 모습

UTC 16시 56분경, 이리듐 33과 코스모스 2251이 서로 충돌하였고 두 위성은 완전히 파괴되었다. 이리듐 위성은 충돌 당시에도 운용중이었다. 코스모스 2251은 1995년경 임무가 종료되었고 퇴역되었다. 코스모스 위성엔 추진체가 없었고 지상에서 통제받고 있지도 않았다.
원래 이리듐 33의 설계고도는 고도 780 km였으며, 코스모스 2251은 퇴역 이후 통제되지 않으면서 궤도가 변형되어 근지점 778 km, 원지점 803 km의 타원 궤도를 돌고 있었다.

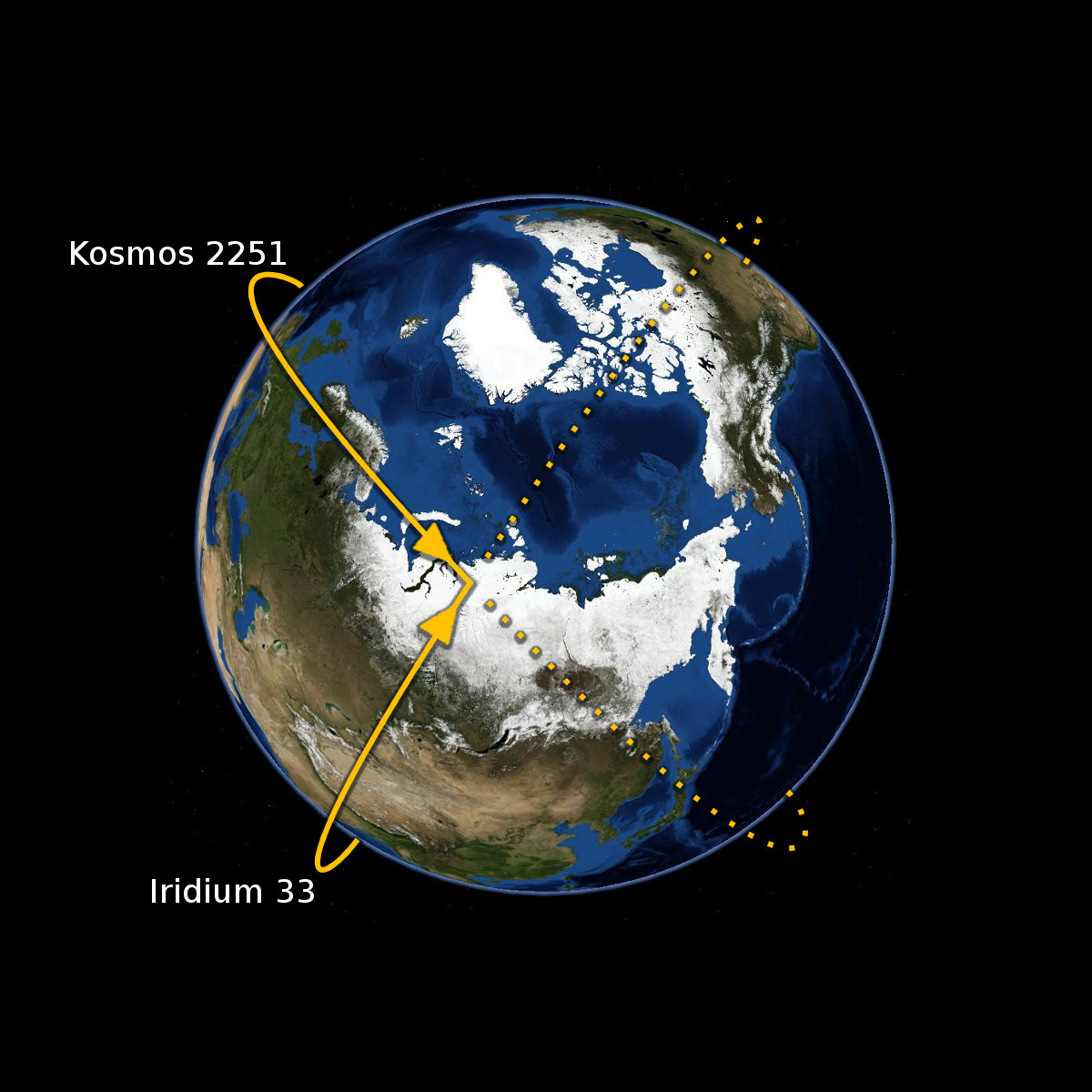
충돌 지점의 모습
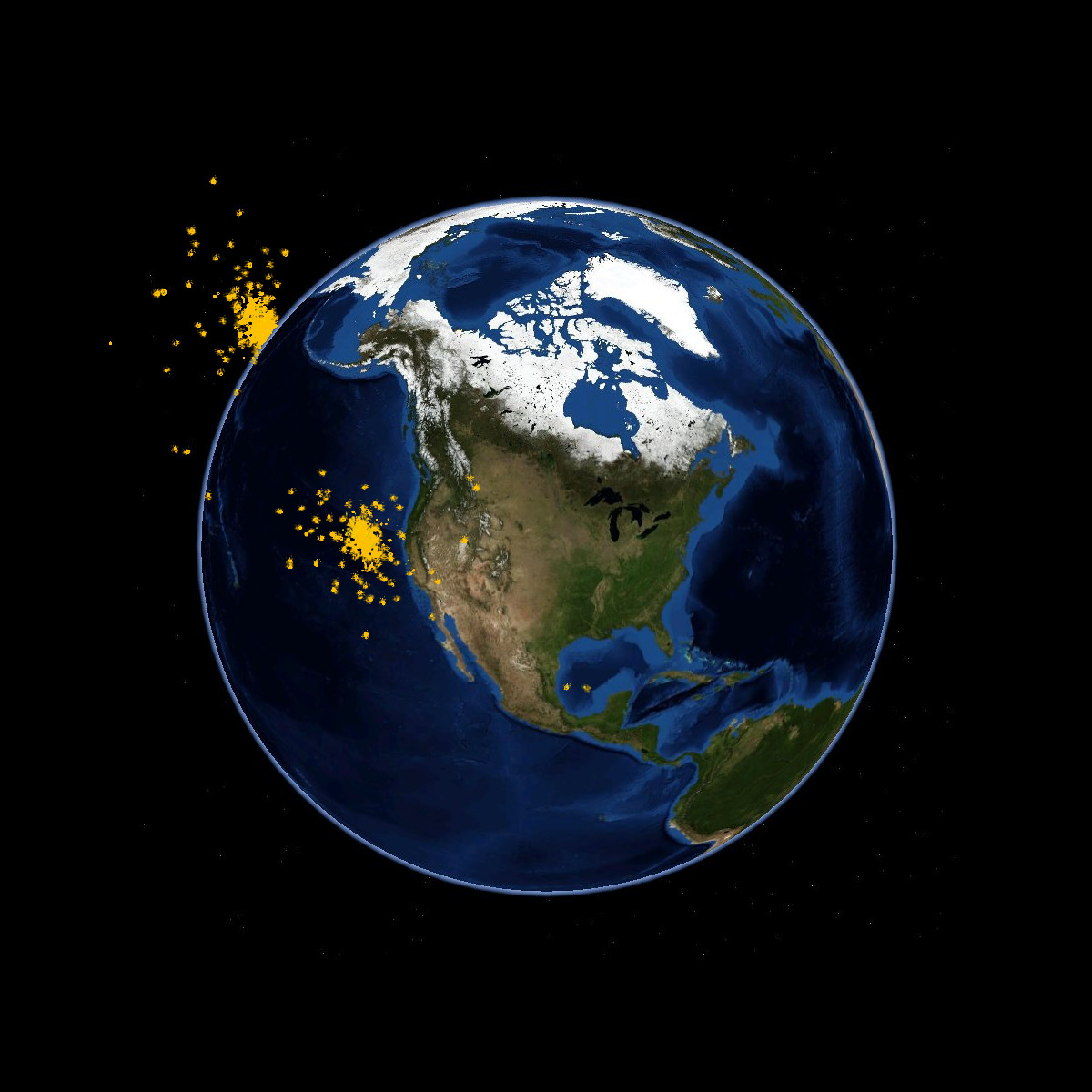
충돌 20분 후 만들어진 우주 쓰레기의 자취
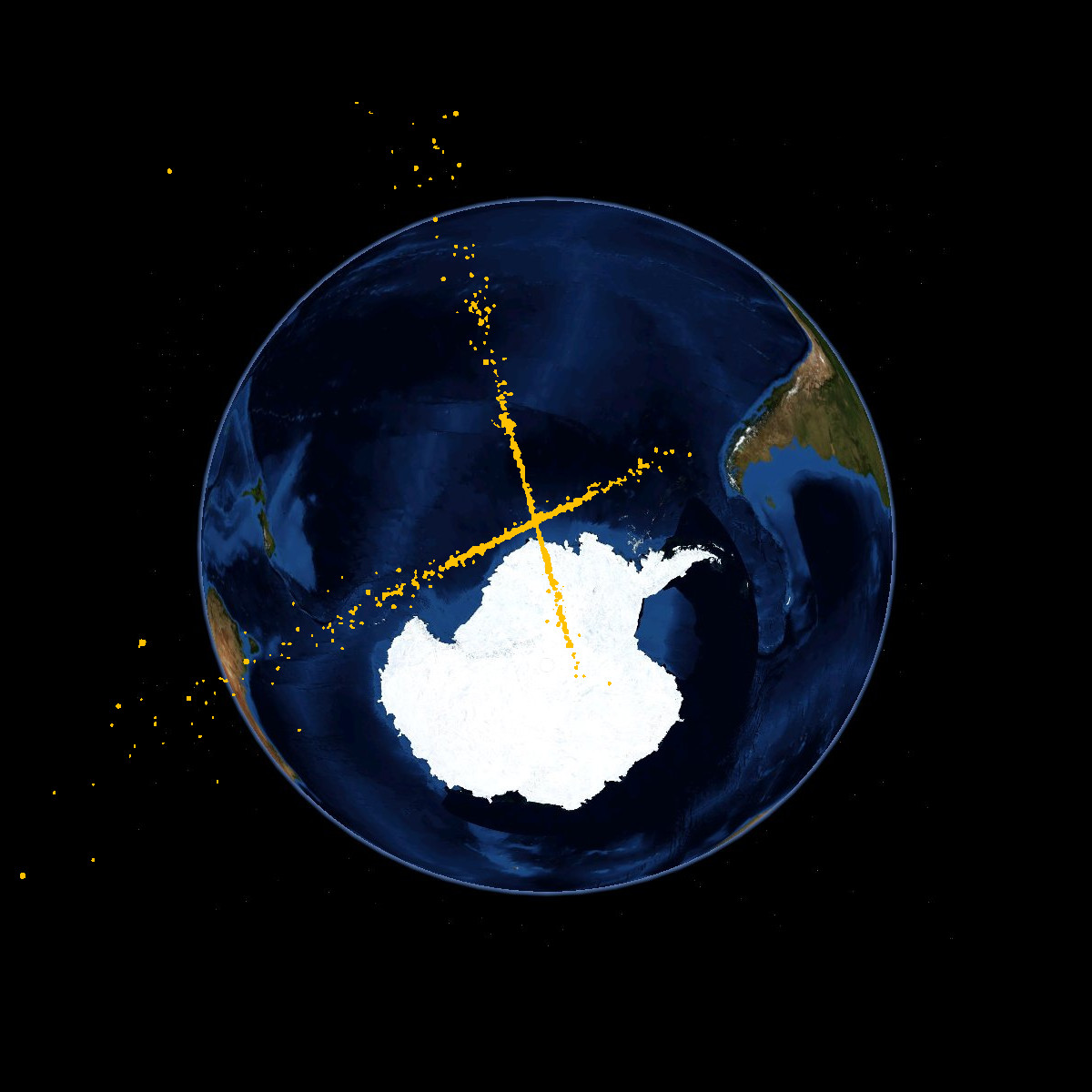
충돌 50분 후 만들어진 우주 쓰레기의 자취

## 우주 쓰레기

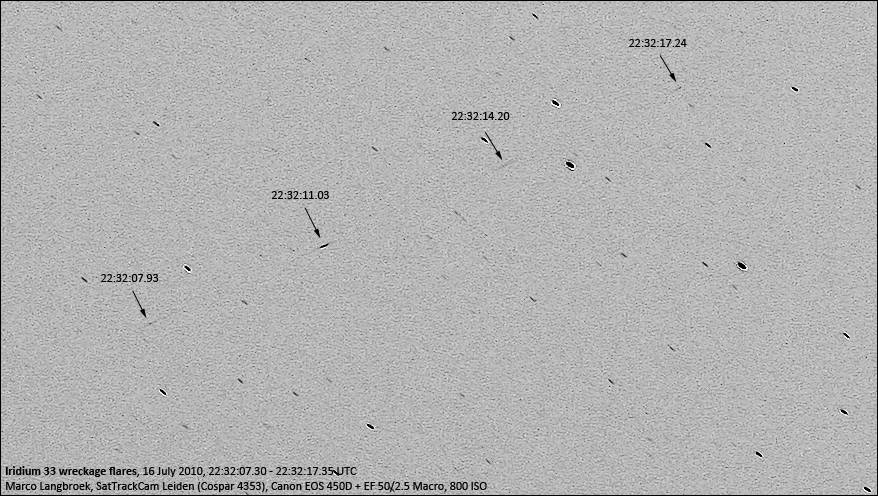
충돌 이후 이리듐 33 본체의 잔해가 지구상으로 떨어지면서 발생한 섬광의 모습

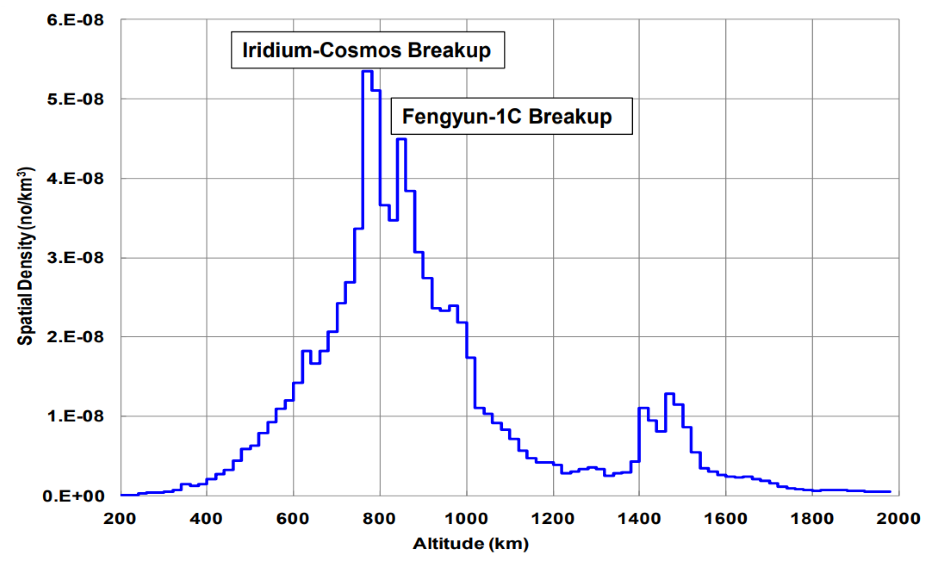
2011년 2월 NASA 발표 기준 지구 저궤도의 우주 쓰레기 갯수. 이번 인공위성 충돌로 지구 지표면상에 많은 위성 파편이 떨어졌다.

미국의 NASA에서는 충돌 후 10일이 지난 시점에서 위성 충돌 사고로 인한 10 cm 이상의 우주 쓰레기 파편이 최소 1천개 이상 만들어졌으며 그보다 작은 파편도 더 많을 것이라 추정했다. 2011년 7월까지 미국 우주 감시 네트워크에서는 충돌 이후 대형 파편 2천개 이상을 확인했다. NASA는 충돌 궤도에서 약 430 km 아래를 돌고 있는 국제 우주 정거장이 인공위성 충돌 사고의 파편 영향을 받을 가능성은 거의 없다고 평했으며, 2009년 2월 말 발사 예정인 STS-119 임무에도 큰 영향은 주지 않을 것이라고 분석했다. 하지만 중화인민공화국 측 과학자들은 충돌 사고의 파편이 태양 동기 궤도에 있는 중국 위성에 큰 위협이 될 수 있으며, 2011년 3월 국제 우주 정거장은 충돌 사고의 파편 때문에 회피 기동을 수행해야 했다.
2011년 12월까지 수많은 파편이 지구를 향해가며 궤도 붕괴 상태에 빠져 있었으며 대부분의 파편은 1-2년 안에 대기권에 진입하여 연소할 것으로 예상했다. 2016년 스페이스 뉴스는 이 충돌 사고를 역사상 두번째로 우주 쓰레기 파편이 생성된 사건이라고 분하여 코스모스 2251은 1,668개, 이리듐 33은 628개의 파편 조각을 생성했고 이 중 2016년 1월 기준 각각 1,141개와 364개 파편이 궤도상에서 추적중이다. 충돌 14년 이후에도 미국 우주 감시 물체 목록에서는 각각 1,014개와 290개의 파편을 궤도상에서 추적중이다.
코스모스 2251의 위성 파편은 2012년 3월 24일 오전 2시 38분(EDT)에 약 120 m의 거리를 두고 국제 우주 정거장을 스쳐갔다. ISS 관리팀은 예방 조치로 우주 정거장에 탑승한 6명의 승무원에게 파편이 지나가고 안전이 확보될 때까지 도킹한 소유즈 랑데부 우주선 2대 안으로 피신하도록 조치했다.
충돌 사고 이후 미국 텍사스주, 켄터키주, 뉴멕시코주에서 충돌로 만들어진 파편이 지상으로 떨어졌다는 보고가 많았지만, 위성과 궤도 파편을 추적하던 NASA와 미국 전략사령부에서는 당시 파편이 지구 대기로 재진입하지 않았다고 발표했고 당시 보고된 현상은 인공위성 충돌과 관계가 없다고 발표했다. 2009년 2월 13일에는 켄터키주에서 소닉붐을 들었다는 보고가 들어왔다. 미국 국립기상청은 지상으로 떨어지는 위성 파편으로 발생하는 소닉붐 위험을 경고했다. 연방항공국에서는 비행기 조종사들에게 지구로 재진입하는 인공위성의 파편을 주의하라는 경보를 발령했다. 일부 보고서에서는 이런 소닉붐 목격이 위성의 파편이 아닌 유성우로 발생했을 것이라 지적했다. 2009년 2월 15일에는 매우 밝은 유성이 텍사스주로 떨어졌다는 보고가 들어왔는데 일부 목격자는 이를 인공위성의 파편 재진입으로 오해했다.

## 기타
두 인공위성이 서로 수 km 이내로 접근하는 사건은 매일 여러 차례 발생한다. 수 많은 잠재적인 충돌 가능성을 분류하여 위험성이 높은 충돌을 식별하는 일은 매우 어려운 과제이다. 현재도 인공위성의 정확한 실시간 위치를 추적하기 매우 어렵다. 셀렉스트렉의 계산에 따르면 2009년에 충돌한 인공위성도 계산상으로는 584 m 정도 스쳐갈 것으로 예상했다.
또한 위험성, 연료 소비, 위성의 정상적인 기능에 미치는 영향을 염두에 두고 회피기동하는 일도 어렵다. 이리듐 프로젝트를 운용하는 존 켐벨은 2007년 6월 포럼에서 이런 회피기동의 장단점과 함께 전체 이리듐 위성에 대해 매주 5 km 이내로 인공위성이 스치는 사건이 400건 이상 알람이 들어온다며 일이 해결하기 어렵다고 말했다. 켐벨은 각 인공위성당 충돌 확률이 약 5천만 분의 1이라고 추정했다.
2009년의 인공위성 충돌 사건으로 퇴역한 인공위성은 의무적으로 대기 중으로 재진입시키거나 지오이드 궤도로 지구 밖으로 탈출시키는 등 안전하게 폐기할 것을 요구하는 여론이 늘어났으나, 2023년 현재까지도 이를 요구하는 국제조약은 없다. 하지만 2010년 12월에는 프랑스와 같은 일부 국가에서 국내법에 따라 인공위성의 안전한 폐기를 의무화하는 법률이 통과되었다. 미국 연방 통신 위원회에서는 2002년 3월 18일 이후 발사한 모든 정지 궤도 위성은 운용 수명이 끝나면 의무적으로 인공위성의 묘지 궤도로 안전하게 폐기해야 한다.

## 같이 보기
- 케슬러 증후군
- 레이저 빗자루
- 우주배상책임협약
- ASM-135 ASAT
- 탄 서리 작전
- 웨스트포드 프로젝트
- 2007년 중화인민공화국의 위성공격미사일 시험
- 2021년 러시아의 위성공격미사일 시험